# Funcionalisme (psicologia)
Psicologia Funcional o funcionalisme es refereix a una corrent filosófica i psicológica que considera la vida mental i el comportament en termes d'adaptació activa a l'ambient per part de la persona. Com a tal, va proporcionar les bases generals pel desenvolupament de teories psicològiques que, tot i això, no faciliten per si mateixes la seva verificació mitjançant experiments controlats i psicologia aplicada.
El funcionalisme va sorgir als Estats Units a finals del segle xix com una alternativa al estructuralisme. Tot i que el funcionalisme mai es va convertir en una escola formal, es va construir sobre la base de les preocupacions de l'estructuralisme per l'anatomia de la ment i va conduir a enfocar l'atenció sobre les funcions de la ment. El moviment es va interessar, doncs, principalment en les aplicacions pràctiques de la recerca.